# 4987 Flamsteed
För andra betydelser, se Flamsteed.
4987 Flamsteed eller 1980 FH12 är en asteroid i huvudbältet som upptäcktes den 20 mars 1980 av Perth-observatoriet. Den är uppkallad efter den brittiske astronomen John Flamsteed.
Asteroiden har en diameter på ungefär 5 kilometer.